# Jason Everman
Jason Mark Everman (ur. 16 października 1967 w Ouzinkie na Alasce) – amerykański gitarzysta i basista rockowy, muzyk znany z występów w grupach Nirvana, Soundgarden, Mindfunk.
W lutym roku 1989 Jason Everman dołączył do Nirvany jako drugi gitarzysta. Mimo iż jest wymieniony we wkładce pierwszego albumu tej grupy, Bleach jako jeden z gitarzystów, nie brał udziału w sesji nagraniowej do tego albumu. Przez kilka miesięcy Everman koncertował z Nirvaną, aż w lipcu 1989 roku, jak twierdził, sam opuścił zespół. Cobain i Krist Novoselic (założyciele Nirvany) utrzymywali że wyrzucili Evermana z grupy. Powodem końca jego występów w Nirvanie miała być słaba trasa zespołu z udziałem Evermana i osobiste "tarcia" z resztą zespołu.
Po opuszczeniu zespołu Cobaina Everman występował, również przez niedługi czas, jako basista w Soundgarden, gdzie zastąpił Hiro Yamamoto. Jason Everman pojawił się na VHS Soundgarden pt. Louder Than Live. Pod koniec 1990 roku Evermana opuścił Soundgarden, jego następcą został Ben Shepherd.
Następnie Everman udzielał się w zespole o nazwie Mindfunk, w którym grał na gitarze do 1994. Występy w MindFunk zakończyły muzyczną karierę Evermana, który wstąpił do sił specjalnych USA i jako żołnierz brał udział w operacjach w Afganistanie i Iraku.